# Teufelsstein (Piltitz)
Der Menhir Piltitzer Teufelsstein (auch Gützer Teufelsstein) befindet sich im ehemaligen Dorf Piltitz, das heute Teil von Gütz, einem Ortsteil von Landsberg (Saalekreis) in Sachsen-Anhalt ist. Er befindet sich am nordwestlichen Ortsausgang Richtung Wölls-Petersdorf, direkt am Rand der Otto-Quandt-Straße in einer Hecke.

## Beschreibung
1845 soll ganz in seiner Nähe ein Großsteingrab abgetragen worden sein. Der Stein selbst wurde 1900 bei Wegebauarbeiten verschüttet und wurde auf Bemühen eines Heimatforschers 1922 wieder aufgestellt. Eine damals neben ihm errichtete Inschriftensäule wurde in den 1950er Jahren wieder entfernt.
Der Menhir besteht aus grobkristallinem Porphyr. Er hat eine Höhe von 107 cm, eine Breite von 110 cm und eine Tiefe von 70 cm. Seine Masse beträgt 2,5 Tonnen. Er ist von rundlicher Form und besitzt einen Auswuchs auf der Rückseite. Durch neuere Straßenbauarbeiten steckt der Stein heute deutlich tiefer in der Erde als in seinem ursprünglichen Zustand.
Seit 1976 ist er als Naturdenkmal im Saalekreis registriert und wurde vom Landesamt für Denkmalpflege und Archäologie Sachsen-Anhalt als archäologisches Bodendenkmal eingetragen.

## Der Teufelsstein in regionalen Sagen
Der Stein in Piltitz ist einer von mehreren Steinen rund um den Petersberg – darunter auch der Franzosenstein von Seeben und der Teufelsstein von Sennewitz – um die sich eine gemeinsame Sage dreht. Demnach habe der Teufel die Steine vom Berg aus nach verschiedenen Kirchen geworfen, diese aber verfehlt. In Landsberg soll er es auf die Doppelkapelle der Burg Landsberg abgesehen und einem jungen Augustiner-Mönch zugerufen haben: „Noch bevor du drei Vaterunser gesprochen hast, werde ich mit diesem Stein das Kirchlein zerschmettern!“ Dem Mönch aber gelang es, die drei Vaterunser rechtzeitig aufzusagen und der Stein fiel kurz vor Landsberg zu Boden.
Eine weitere Sage berichtet von einem schwarzen Hund. Er besitzt feurige Augen und wacht in dunklen Nächten am Teufelsstein. Vorbeikommende Menschen soll er still bis zu ihrem Haus begleiten.